# Literatura de viagem
Literatura de viagem, também referida como literatura odepórica (do grego clássico: ὁδοιπορικός, "viagens"), é um gênero literário que consiste geralmente em uma narrativa acerca das experiências, descobertas e reflexões de um viajante durante seu percurso. Ilustra as pessoas, os eventos e aquilo que o autor vê ou sente, quando se encontra num país estrangeiro ou em lugar estranho. Não é necessariamente um guia mas um relato daquilo que experimenta ou sente o autor-viajante, ao se encontrar diante de novos territórios e diferentes culturas.
O texto exibe geralmente uma coerência narrativa ou estética, de modo que a aventura pessoal do autor assume uma dimensão bem mais ampla, universal, diferenciando-se dos diários de viagem ou dos diários de bordo, que se caracterizam pelo simples registro de datas e eventos. Na literatura de viagem, os textos apresentam um caráter interdisciplinar, situando-se na fronteira entre a história, a antropologia e a ficção, além de eventualmente tratar de temas técnicos e científicos que o autor julgue dignos de menção. Temas frequentes são a descrição da fauna, flora e minerais encontrados na região; costumes, crenças, características militares e comerciais, ciências, artes e formas de organização dos povos com os quais o autor teve contato.

## Classificações
A literatura de viagens tradicional (aquela compreendida entre o século XV e o fim do século XIX) pode ser classificada em cinco categorias de viagens
- de peregrinação
- de comércio
- de erudição (ou de serviço)
- imaginárias
- de expansão

As viagens de expansão subdividem-se viagens de expansão política, expansão da fé e expansão científica. Alguns exemplos:
- Códice Calixtino, coletânea de textos de peregrinos que faziam o Caminho Francês de Santiago (peregrinação).
- "As Viagens" de Marco Polo (comércio).
- "Carta de Achamento do Brasil", de Pero Vaz de Caminha (expansão).
- "Journal de Voyage", de Michel de Montaigne (erudição).
- "As Viagens de Gulliver", romance de Jonathan Swift (imaginária).